# Jean Cosmos
Jean Cosmos, pseudonimul lui Jean Louis Gaudrat, (n. 14 iunie 1923, Paris, Île-de-France, Franța – d. 24 august 2014, Lannion, Bretagne, Franța) a fost un adaptator dramatic, poet, dramaturg și scenarist francez.

## Biografie
După ce a urmat studii de inginerie, situația economică după război l-a obligat să lucreze ca funcționar mai întâi în serviciile de reconstrucție și apoi la Postes, télégraphes et téléphones. El a început să scrie texte de cântece, în special pentru Yves Montand și Les Frères Jacques, semnând cu pseudonimul Jean Cosmos.
O întâlnire întâmplătoare l-a făcut să realizeze adaptări dramatice pentru radio; el a scris Oh, Agnès ! ou la poursuite sentimentale, care a obținut premiul RTF în 1952. A devenit apoi redactor constant de piese radiofonice (Les Maîtres du mystère).
Din 1957 a lucrat pentru cinema, scriind scenariul filmului Bonjour Toubib, dar după o serie de eșecuri s-a întors la scrierea scenariilor pentru filmele de televiziune. El este autorul unei piese, Les Oranges, regizată de Roland-Bernard, difuzată la televiziune în 1964 și care a obținut premiul Albert Ollivier. Acțiunea acestei piese are loc aproape în întregime în parloarul unei închisori. „Subiectul, a explicat Jean Cosmos, îl constituie punerea laolaltă a două ființe, dintre care unul poate aștepta totul de la celalalt, care el însuși poate aștepta totul de la primul”: un vizitator îi cere unui răufăcător condamnat banii obținuți în urma unui jaf pentru a depune o mărturie care va aduce eliberarea deținutului.
El a scris, singur sau în colaborare, scenariile mai multor seriale de televiziune: Quand on est deux (1962), Rue barrée (1967), Les Cinq Dernières Minutes (1967-1980), le 16 à Kerbriant (1971), Ardéchois cœur fidèle (1974), Julien Fontanes, Magistrat (1980-1989) și multe altele.
În 1988 regizorul Bertrand Tavernier l-a convins să revină la scenariul de film cu La Vie et rien d'autre (Premiul special al Filmului European). Jean Cosmos a scris o carte cu același titlu referitoare la căutarea soldatului necunoscut. A continuat colaborarea cu Tavernier la filmele La Fille de d'Artagnan (1994), Capitaine Conan (1996), Laissez-passer (2002) și La Princesse de Montpensier (2010).
Ultimele scenarii de film scrise de el au fost pentru Effroyables jardins (2003), la care a colaborat cu Jean Becker și Gilles Laurant, și Fanfan la Tulipe (2003), la care a colaborat cu Luc Besson.
Jean Cosmos a scris, de asemenea, adaptarea dramatică a unui număr mare de piese de teatru și chiar o operă, Goya, în colaborare cu Jean Prodromidès și Floria Fournier și reprezentată la opera din Montpellier în 1996.

## Activitate la televiziune

### Adaptator
- 1961 : Le Théâtre de la jeunesse : Le Capitaine Fracasse după Le Capitaine Fracasse de Théophile Gautier, film în două părți regizat de François Chatel

### Scenarist de film
- 1975 : Marie-Antoinette, serie istorică în patru filme de televiziune regizate de Guy Lefranc

## Activitate teatrală

### Piese de teatru proprii
- 1955 : Au jour le jour, regizor François Billetdoux, Théâtre de l'Œuvre
- 1957 : Les Grenadiers de la Reine de Jean Cosmos și George Farquhar, regizor Guy Rétoré, Théâtre de Ménilmontant
- 1961-1962 : Les Béhohènes de Jean-Pierre Darras, cuvinte de Jean Cosmos, muzică de Henri Betti, Théâtre du Vieux-Colombier
- 1986 : Ce sacré bonheur de Jean Cosmos, regizor Michel Fagadau, Théâtre Montparnasse

### Adaptări
- 2008 : L'Ingénu de Voltaire, regizor Arnaud Denis

## Romane
- La Dictée. Éditions De Borée. 2004. p. 459. ISBN 2-84494-231-8. Parametru necunoscut |collection= ignorat (ajutor); Parametru necunoscut |commentaire= ignorat (ajutor)
- La Vie et rien d'autre. Éditions Robert Laffont. 1989. p. 320. ISBN 2-7242-6019-8.

## Premii și nominalizări
- César 1990: nominalizat la César pentru cel mai bun scenariu original sau adaptare pentru La Vie et rien d'autre
- César 1997: nominalizare la César pentru cel mai bun scenariu original sau adaptare pentru Capitaine Conan